# Leptopentacta panamica
Leptopentacta panamica is een zeekomkommer uit de familie Cucumariidae.
De wetenschappelijke naam van de soort werd in 1941 gepubliceerd door Elisabeth Deichmann.